# سن پیر نیچتو
سن پیر نیچتو (به ایتالیایی: San Pier Niceto) یک کومونه در ایتالیا است که در استان مسینا واقع شده‌است. سن پیر نیچتو ۳۶٫۳ کیلومتر مربع مساحت و ۳٬۰۸۴ نفر جمعیت دارد و ۲۶۰ متر بالاتر از سطح دریا واقع شده‌است.